# Воскоїд
Воскоїд (Indicator) — рід дятлоподібних птахів родини воскоїдових (Indicatoridae). Містить 11 видів.

## Поширення
9 видів воскоїдів поширені в Субсахарській Африці, ще два — в Південній та Південно-Східній Азії.

## Опис
Невеликі птахи, завдовжки 12-20 см, вагою тіла 11-62 г. Дзьоб міцний, майже прямий, на кінці загнутий гачком, коротше голови. Крила гострі, довгі, з 9 великими маховими перами (найдовше 3-е). Хвіст заокруглений, з невеликою виїмкою, складається з 12 пір'їн. Два пальці звернені вперед, два назад.

## Спосіб життя
Живуть у тропічних лісах. Живляться комахами та воском. Віск перетравлюється в кишечнику воскоїдів завдяки бактеріям. Для всіх видів характерний гніздовий паразитизм. Яйця підкладають у гнізда бородаток і дятлів, рідше — одудів, сорокопудів, вивільг, трав'янок, горобців. Пташенята після вилуплення мають спеціальний гачечок на кінчику дзьоба, який дозволяє йому позбавитись від інших пташенят у гнізді. Згодом гачечок зникає.

## Класифікація
- Indicator archipelagicus — воскоїд малазійський
- Indicator conirostris — воскоїд товстодзьобий
- Indicator exilis — воскоїд крихітний
- Indicator indicator — воскоїд великий
- Indicator maculatus — воскоїд строкатоволий
- Indicator meliphilus — воскоїд блідий
- Indicator minor — воскоїд малий
- Indicator pumilio — воскоїд короткодзьобий
- Indicator variegatus — воскоїд строкатий
- Indicator willcocksi — воскоїд гвінейський
- Indicator xanthonotus — воскоїд гімалайський